# Bass (giọng)
Bass hay giọng nam trầm là một loại giọng hát nam nhạc cổ điển có âm vực thấp nhất trong tất cả các loại giọng. Âm vực của loại giọng này trải dài từ nốt E thứ hai dưới C trung (C4) tới nốt E trên C trung.

Âm vực giọng Bass, C trung được làm nổi bật bằng màu vàng.

## Phân loại

### 1.Basso profondo (Nam trầm đại):
Dịch từ tiếng Ý: có nghĩa là "bass thấp", là giọng bass nhờ dùng kỹ thuật có thể ca thấp hơn giọng bass bình thường.
Khi giọng Basso profondo thấp hơn giọng Bass thường 1 quãng tám, nó được gọi là oktavist. Đặc điểm giọng là có âm sắc rất trầm, trang trọng, sâu sắc. Âm vực có thể xuống đến tận C0, thậm chí thấp hơn nữa. Basso profondo xuất hiện trong các vai thần thánh, đạo sĩ hay các vị vua chúa. Giọng này thường được chơi tronThanh nhạc Giáo hội Chính thống giáo Nga.

### 2.Basso cantante (Nam trầm trữ tình):
Giọng này chủ yếu trong biểu diễn nhạc thính phòng (cantante = singing). Rất ít khi xuất hiện trong Opera.

### 3.Basso leggiero (basso buffo): Nam trầm nhẹ, nam trầm hài hước:
Thường có trong opera Bel canto. Giọng nam trầm, nhưng vẫn có khả năng chạy note rất nhanh, cùng với khả năng diễn xuất hài hước. Có thể hát đẹp đến E và hát được một số vai dành cho Bass – Baritone.

### 4.Bass – Baritone (Nam trung trầm):
Giọng nam vừa có âm sắc của cả nam trầm và nam trung, có khả năng thể hiện được cả vai của nam trung và nam trầm nhẹ.